# П'ятірка відважних
«П'ятірка відважних» (рос. «Пятёрка отважных») — білоруський радянський художній фільм 1970 року режисера Леоніда Мартинюка.

## Сюжет
Дія відбувається в прикордонному містечку. Прийшовши в Музей збройних сил СРСР, група школярів виявляється в залі, присвяченому партизанському руху. У своїй фантазії вони переносяться в початок війни, де представляють себе юними партизанами...

## У ролях
- Олександр Примак
- Раймундас Баніоніс
- Таня Щигельська
- Костя Леневський
- Льоня Шепелєв
- Микола Нікітський
- Волдемарс Акуратерс
- Юрій Решетніков
- Володимир Васильєв
- Стефанія Станюта

## Творча група
- Сценарій: Алесь Осипенко
- Режисер: Леонід Мартинюк
- Оператор: Юрій Шалімов
- Композитор: Лев Абеліович